# Paul Lieberenz

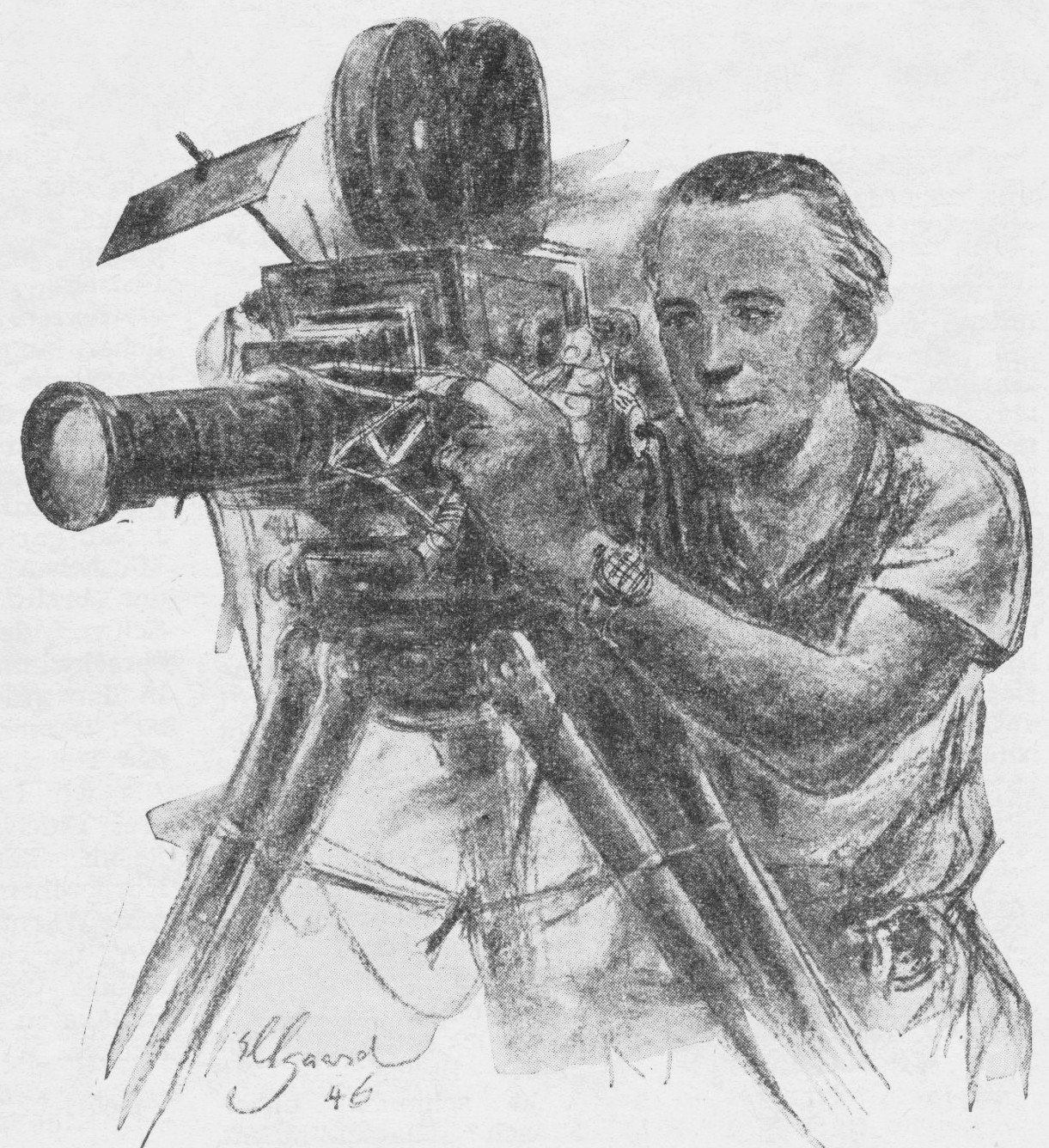
Lieberenz an der Filmkamera.
Illustration, Helmuth Ellgaard 1946.

Karl Paul Lieberenz (* 13. Februar 1893 in Berlin; † 31. August 1954 ebenda) war ein deutscher Kameramann, Autor und Dokumentarfilmproduzent.

## Leben
Lieberenz war zunächst technischer Leiter in Filmateliers von Oskar Meßter und der UFA, bis er 1923 vom Afrikaforscher Hans Schomburgk als Kameramann für eine Expedition nach Liberia engagiert wurde. Weitere Expeditionsfilme drehte er mit Lutz Heck und mit Sven Hedin bei dessen Chinesisch-Schwedischen Expedition. Bekannt wurde er 1932 durch Großwildaufnahmen aus Südafrika.
Im Jahre 1934 war er an der Produktion des Propagandafilmes Triumph des Willens beteiligt. Danach gründete er eine eigene Produktionsfirma für Kulturfilme.
Über seine Erlebnisse bei den Dreharbeiten in verschiedenen Ländern veröffentlichte er eine Reihe von Büchern, u. a. Abenteuer mit der Filmkamera mit Illustrationen von Helmuth Ellgaard, herausgegeben vom Minerva-Verlag Berlin, 1946.

## Filmografie (Auswahl)
- 1923/25: Der Schrecken der Westküste, Regie: Carl-Heinz Boese, Josef Stein, Kamera: Eugen Hrich, Paul Lieberenz.
- 1924: Mensch und Tier im Urwald, Regie: Hans Schomburgk, Kamera: Eugen Hrich, Paul Lieberenz. 8 Akte, 2859 m.
- 1924: Kaddisch Regie: Adolf Edgar Licho, Kamera: Willibald Gaebel (Innenaufnahmen) und Paul Lieberenz (Außenaufnahmen)
- 1926: Auf Tierfang in Afrika, Regie: Ernst Garden.
- 1929: Mit Sven Hedin durch Asiens Wüsten, Filmaufnahmen: Paul Lieberenz, Regie: Rudolf Biebrach, Paul Lieberenz.[2]
- 1932: Das letzte Paradies, Regie: Hans Schomburgk.
- 1936: Deutsche Pflanzer am Kamerunberg, Produktion Paul Lieberenz.[3]
- 1937: Die Deutsche Frauen-Kolonialschule Rendsburg, Produktion Paul Lieberenz, Erscheinungsjahr: 1974 bei IWF Wissen und Medien GmbH Göttingen.
- 1937: Der Weg in die Welt – Die Deutsche Kolonialschule Witzenhausen 1937, Produktion Paul Lieberenz, Erscheinungsjahr: 1974 bei IWF Wissen und Medien GmbH Göttingen.
- 1949: Wir bummeln um die Welt, Regie: Paul Lieberenz.

## Veröffentlichung
- Der Stummfilm Mit Sven Hedin durch Asiens Wüsten kann als DVD „Expeditie door de Gobi-woestijn China 1928“ im mit niederländischem Kommentar bestellt werden. Siehe auch: Literaturangabe unter Berger, Dr. Arthur.

## Archiv/Verwertungsrechte
- Stiftung Deutsches Technikmuseum, Historisches Archiv, Berlin: Paul und Gerti Lieberenz.
- Lieberenz Film Berlin – Eine Marke der Deutsche Wasserkraft GmbH. Die Verwertungsrechte aus dem Nachlass Paul Lieberenz hält seit 2019 die Deutsche Wasserkraft GmbH.[4] Hier lagert auch das Filmarchiv, darunter der Film Wir bummeln um die Welt.
- Nachtrag: Seit 2022 hat das Bundesarchiv die Filmrechte und die Filmrollen von der Deutschen Wasserkraft GmbH übernommen.